# Samsung SCH-W531
Samsung SCH-W531 – telefon hybryda pracujący w zakresach CDMA i GSM, ale nie jednocześnie. Stał się popularny w Nowej Zelandii, gdzie był oferowany przez Telecom New Zealand. Po uruchomieniu urządzenia domyślnie wyszukiwana jest sieć CDMA. W celu wyszukania sieci GSM konieczna jest zmiana opcji w menu.
Model ten wyposażony jest w 43 MB współdzielonej pamięci flash, które mogą być używane do przechowywania danych użytkownika, takich jak obrazy i pliki wideo oraz pliki MP3. Telefon wyposażony jest także w 9 MB niedostępnych EFS pamięci do przechowywania zakupionych i pobranych treści.
Ten telefon komórkowy jest WorldMode i działa w oparciu o CDMA 800 MHz pasma częstotliwości radiowej i GSM 900 MHz/1800 MHz.